# Wilhelm Schüßler (Historiker)
Wilhelm Schüßler, auch Schüssler, Schuessler (* 12. Juli 1888 in Bremen; † 11. November 1965 in Bensheim) war ein deutscher Historiker. Seine Hauptforschungsgebiete waren die Epoche des deutschen Reichskanzlers Bismarck und des deutschen Kaisers Wilhelm II. sowie die Geschichte Österreichs.

## Leben
Wilhelm Schüßler war der Sohn des Arztes Heinrich Schüßler und dessen Ehefrau Adelgunde, geb. Delius. Nach Ablegung des Abiturs in Bremen studierte er von 1908 bis 1913 Geschichte und Staatswissenschaften an den Universitäten in Freiburg, Heidelberg und Wien. 1913 wurde er an der Universität Freiburg mit einer Arbeit zum Thema Die nationale Politik der österreichischen Abgeordneten im Frankfurter Parlament zum Dr. phil. promoviert. Danach war er von 1914 bis 1915 Redakteur der Hessischen Landeszeitung in Darmstadt. Nach dem Ende des Ersten Weltkrieges war er von 1919 bis 1922 als Privatdozent an der Universität in Frankfurt am Main. 1918 hatte er auch einen Lehrauftrag für neuere Staatskunde und Politik an der Technischen Hochschule Darmstadt.
1919 habilitierte Schüßler sich mit einer Studie zum Thema Hessen-Darmstadt und die deutschen Grossmächte 1850 für Neuere Geschichte an der Universität Frankfurt am Main. Von 1922 bis 1945 war er Professor für neuere Geschichte an den Universitäten Rostock (1922–1935), Würzburg (1935–1936) und Berlin (1936–1945). Zwischenzeitlich war er 1934/35 am Herder-Institut Riga tätig gewesen.
Schüßler wirkte von 1928 bis 1930 an der Herausgabe mehrerer Bände von Bismarcks Gesammelten Werken und zusammen mit Gustav Adolf Rein seit 1962 an der Herausgabe von Bismarcks Werken in Auswahl mit.
Zur Zeit des Nationalsozialismus gehörte Schüßler dem Sachverständigenbeirat des Reichsinstituts für Geschichte des neuen Deutschlands an und wurde durch das Amt Rosenberg als „uneingeschränkt positiv“ beurteilt. Unter dem Titel Von Peter dem Großen bis Stalin. Die russische Drohung gegen Europa hielt Schüßler am 21. November 1941 einen vielfach verbreiteten Vortrag, in dem er den Angriff auf die Sowjetunion rechtfertigte: Dies sei „einer der größten Entschlüsse der Weltgeschichte, den der Führer faßte, als er dieser furchtbaren Bedrohung entgegentrat und das Antlitz des deutschen Volkes endgültig gegen den Osten wandte.“ In einem weiteren Vortrag zog Schüßler 1942 Parallelen zwischen dem Prinzen Eugen und Adolf Hitler.
Von 1947 bis 1958 arbeitete Schüßler unter anderem als Stiftsrat an der evangelischen Forschungsakademie „Christophorus-Stift“ in Hemer (Westfalen) mit dem Aufgabengebiet „Christentum und Geschichte“ und als Gastdozent an der Freien Universität Berlin. Am 1. Februar 1959 wurde Wilhelm Schüssler an der Technischen Hochschule Darmstadt emeritiert und bot dort bis 1965 weiterhin Lehrveranstaltungen für Neuere Geschichte an. Die Initiative hierzu ging von Hellmuth Rössler aus, der seit 1955 in Darmstadt lehrte.
Schüßler gehörte 1950 zu den Mitbegründern der Ranke-Gesellschaft, die ihn mit einer Plakette auszeichnete.

## Schriften

### Als Verfasser
- Die nationale Politik der österreichischen Abgeordneten im Frankfurter Parlament. Rothschild, Berlin 1913 (zugleich: phil. Diss., Universität Freiburg, 1913).
- Hessen-Darmstadt und die deutschen Grossmächte 1850. Grossherzoglich Hessischer Staatsverlag, Darmstadt 1919 (zugleich: Habilitations-Schrift, Universität Frankfurt, 1919).
- Bismarcks Sturz. Quelle und Meyer, Leipzig 1921.
- Bismarck. Quelle und Meyer, Leipzig 1925.
- Österreich und das deutsche Schicksal. Quelle und Meyer, Leipzig 1925; Musterschmidt, Göttingen 1963.
- Deutsche Einheit und gesamtdeutsche Geschichtsbetrachtung. Aufsätze und Reden. Cotta, Stuttgart 1937.
- Deutschland zwischen Russland und England. Studien zur Außenpolitik des Bismarckschen Reiches, 1879–1914. Koehler & Amelang, Leipzig 1940.
- Die Daily-Telegraph-Affaire. Fürst Bülow, Kaiser Wilhelm und die Krise des Zweiten Reiches 1908. Musterschmidt, Göttingen 1952.
- Um das Geschichtsbild. Freizeiten-Verlag, Gladbeck 1953.
- Königgrätz 1866. Bismarcks tragische Trennung von Österreich. Oldenbourg, München 1958.
- Kaiser Wilhelm II. Schicksal und Schuld (= Persönlichkeiten und Geschichte, 26/27). Musterschmidt, Göttingen 1962.

### Als Bearbeiter und Herausgeber
- (Bearbeiter): Otto von Bismarck: Die gesammelten Werke. Bände 10–13: Reden. Verlag für Politik und Wirtschaft, Berlin 1928–1930.
- (Mitherausgeber): Otto von Bismarck: Werke in Auswahl. Jahrhundertausgabe zum 23. September 1862. 8 Bände. Wissenschaftliche Buchgesellschaft, Darmstadt 1962–1983.